# 上安镇 (大邑县)
上安镇，是中华人民共和国四川省成都市大邑县曾经下辖的一个镇。2019年12月23日，撤销上安镇，划归安仁镇管辖。

## 行政区划
上安镇撤销前下辖以下地区：
新安社区、昌盛村、蒲墩村、成功村、乐善村、汪安村和金鸡村。